# Осрайге

Основні королівства Ірландії у ранньому середньовіччі (біля 800 року).

Осрайге, або Оссорі (ірл. Osraige, Osraí, англ. Ossory) — королівство, що існувало в ранньому середньовіччі в Ірландії. Час існування королівства: 580—1172. До 1541 року зберігало певну автономію, хоч і було завойоване Англією. У 1541 році припинило своє існування остаточно. Згідно з історичними переказами, було засноване у 150 році і було у васальній залежності від королів Ленстеру, Манстеру та від верховного короля Ірландії. Але історики піддають цю дату сумніву, хоча інколи наводяться дати існування королівства: 150—1541 роки. Після ліквідації королівства як de facto так і de jure королі Осрайге стали баронами Осрайге і довгий час існувало баронство Осрайге (Оссорі) під владою королів Англії. Королівство межувало з великими і сильними королівствами Ірландії Ленстером (Лагіном) і Манстером (Муму) — розташовувалось між ними і було свого роду буфером. Південна межа королівства доходна до річок Шур (ірл. Suir) і Барроу (ірл. Barrow), хоча спочатку вона досягала моря і вплив на королівство мали деякий час вікінги зі своїх володінь Вотерфорд. На півночі воно досягало гори Слів Блум (ірл. Slieve Bloom) і річки Шеннон (ірл. Shannon), але потім королівство зменшилось у розмірі.
Королівство межувало із землями королівств і кланів: Еле (ірл. Ele), О'Дуах (ірл. Ui Duach), Лойгіс (ірл. Loigis), О'Дрона (ірл. Ui Drona), О'Хейннселайг (ірл. Uí Cheinnselaig), Десі Мувайн (ірл. Desi Mumhain), Еогнахта Кайшел (ірл. Eóganachta Caisel).

Герб сучасного графства Кілкенні, територія якого була центром королівства Осрайге.

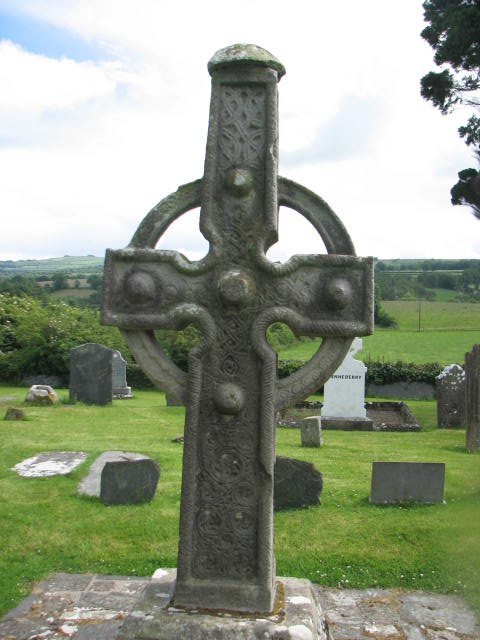
Давній хрест Ахенні.

Головне місто королівства було Кілкенні — столиця.
Правлячою династією в королівстві була династія вождів клану Дал Бірн (ірл. Dál Birn). Потім ця династія змінила свою назву на Мак Гіолла Фадрайг (ірл. Mac Giolla Phádraig) у X столітті. Династія пережила падіння свого королівства і продовжила своє існування як династія землевнасників і дожила таким чином до нашого часу. Таким чином королі Осрайге є найдавнішою безперервною королівською династією в Європі.

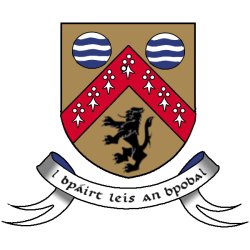
Герб сучасного графства Ліїш, територія якого входила до королівства Осрайге.

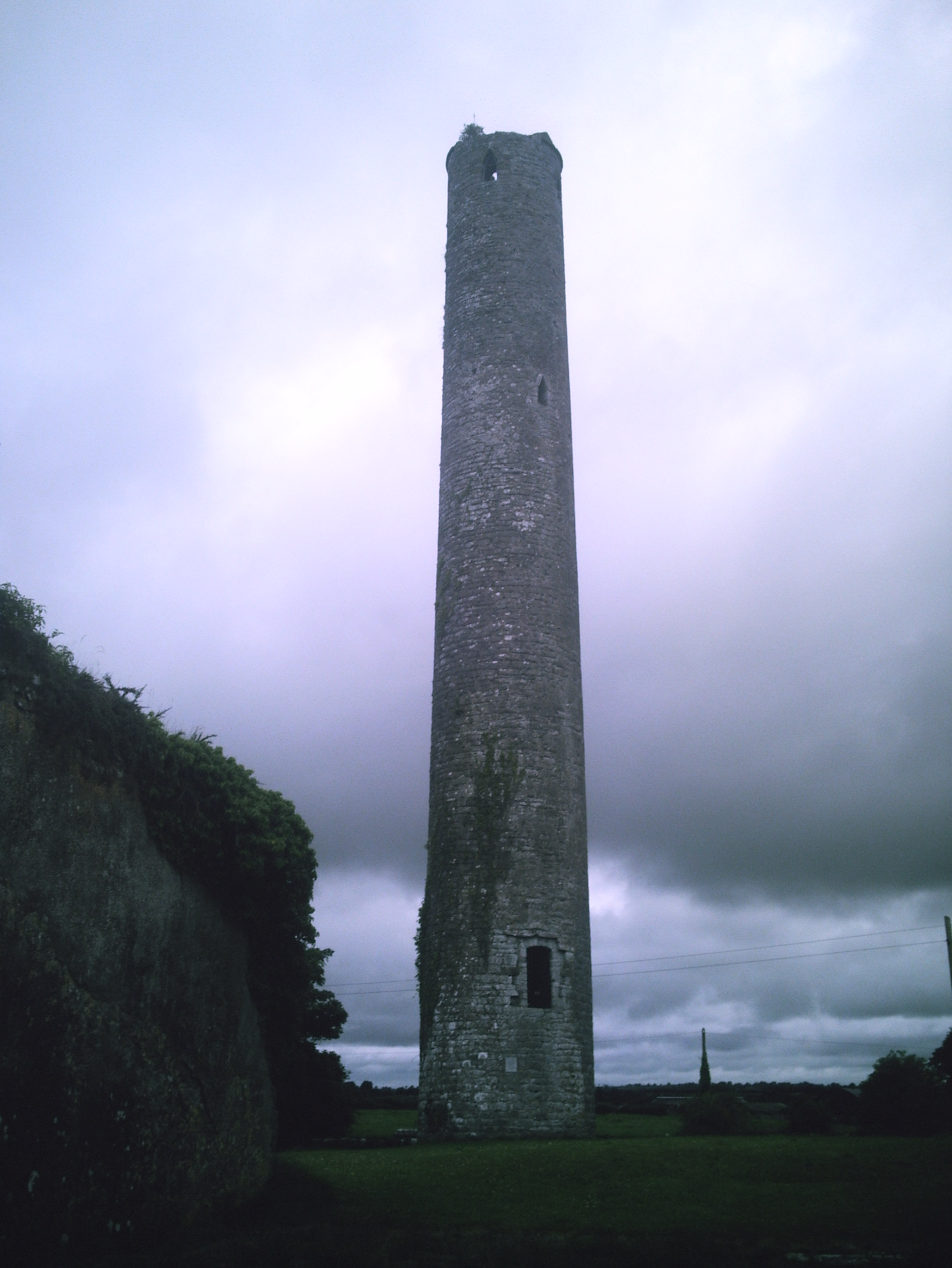
Оборонна башта Гранге Фертаг. IX століття.

Королівство було завойоване Англією і припинило своє існування у 1172 році.
У 1541 році клан Мак Гіолла Фадрайг змінив свою назву на Фіцпатрік і так називається досі.

### Походження назви
Назва королівства — Осрайге походить від племені Усдайє (ірл. Usdaie), що згідно з Птолемеєм, проживало саме на цій території. Інші племена, які вказуються для цієї території — бриганти та каукі. Самі ж Осрайге стверджували, що вони походять від племені Ерайнн.
Сучасні графства Кілкенні та Ліїш — це ядро земель колишнього королівства Осрайге.
Збереглися родоводи королівських династій Осрайге. Їх наводить Роулінсон, простежуючи династію королів Осрайге до засновника династії — Енгуса Осріхе (ірл. Óengus Osrithe), що жив, нібито, в I або II століттях. Дійшов до нас і список королів Ленстера (Лагіна), що називається «Лебор на Нуахонгбала» (ірл. Lebor na Nuachongbála). Згідно з цією книгою, влада в королівстві Осрайге передавалася в основному від старшого до молодшого брата, і тільки потім почала передаватися від батька до сина або племінника.

## Список королів Осрайге

### Ранні королі (до 800 року)
(Роки життя і правління багатьох невідомі).
- Енгус Осрайг (ірл. Aenghus Osraigh) — жив близько 100 року н. е., засновник королівства.
- Лоегайре Бірн Буадах (ірл. Loegaire Birn Buadach) — за його іменем династія почала називатися Дал Бірн.
- Авалгах (ірл. Amhalgadh)
- Ехах Ламдойт (ірл. Echach Lámdóit)
- Буан (ірл. Buan)
- Ніад Корб (ірл. Niadh Corb)
- Кайбре Каов (ірл. Cairbre Caomh) (не згадується в «Книзі Ленстеру»).
- Коналл (ірл. Conall)
- Румайд Дуах (ірл. Rumaind Duach)
- Лайгніх Фелад (ірл. Laignich Fáelad)
- Бікне Кех (ірл. Bicne Cáech)
- Колман Великий (ірл. Colmán Mór) (пом. 574).
- Фередах Фінн мак Дуах (ірл. Feradach Finn mac Duach) (пом. 581).
- Колман мак Ферадайг (ірл. Colmán mac Feradaig) (пом. 603).
- Сканнланн Мор мак Кінн Фаедлад (ірл. Scannlan Mór mac Cinn Fáelad) (пом. 644).
- Фаелан мак Крундмайл (ірл. Fáelán mac Crundmaíl) (пом. 660).
- Туайм Снава (ірл. Tuaim Snámha) (пом. 678).
- Фаелхар О Маеле Одрайн (ірл. Fáelchar Ua Máele Ódrain) (пом. 693).
- Ку Херка мак Фаелайн (ірл. Cú Cherca mac Fáeláin) (пом. 712).
- Фланн мак Конгайле (ірл. Fland mac Congaile).
- Айліль мак Фаелайн (ірл. Ailill mac Fáeláin).
- Келлах мак Фаелхайр (ірл. Cellach mac Fáelchair) (пом. 735).
- Форбасах мак Айлелла (ірл. Forbasach mac Ailella) (пом. 740).
- Анмхад мак Кон Херка (ірл. Anmchad mac Con Cherca) (пом. 761).
- Тойм Снама мак Флайнн (ірл. Tóim Snáma mac Flainn) (пом. 770).
- Дунгал мак Келлайг (ірл. Dúngal mac Cellaig) (пом. 772).
- Фаелан мак Форбасайг (ірл. Fáelán mac Forbasaig) (пом. 786).
- Маел Дуїн мак Куммасайг (ірл. Máel Dúin mac Cummascaig).
- Фергал мак Анмхада (ірл. Fergal mac Anmchada) (пом. 802).

### Пізні королі— з 842 до 1172 року
- Дунгал мак Фегайле (ірл. Dúngal mac Fergaile) (802—842).
- Кербалл мак Дунлайнге (ірл. Cerball mac Dúnlainge) (842—888) — переможець вікінгів і будівничий монастиря Святого Каніке.
- Ріакан мак Дунлайнге (ірл. Riacan mac Dunlainge) (888—894).
- Діармайт мак Кербайлл (ірл. Diarmait mac Cerbaill) (894—905).
- Келлах мак Кербайлл (ірл. Cellach mac Cerbaill) (905—908).
- Діармайт мак Кербайлл (ірл. Diarmait mac Cerbaill) (908—928).
- Куйлен мак Келлайг (ірл. Cuilen mac Cellaig) (928—933).
- Доннхад мак Келлайг (ірл. Donnchad mac Cellaig) (934—976).
- Гілла Патрайк мак Доннхада (ірл. Gilla Patráic mac Donnchada) (976—996).
- Келлах мак Діармата (ірл. Cellach mac Diarmata) (996—1103).
- Доннхад мак Гілла Патрайк (ірл. Donnchad mac Gilla Pátraic) (1003—1039).
- Гілла Патрайк мак Доннхада (ірл. Gilla Patráic mac Donnchada) (1039—1055).
- Муйрхертах мак Гілла Патрайк (ірл. Muirchertach mac Gilla Patráic) (? — 1041).
- Домналл мак Гілла Патрайк (ірл. Domnall mac Gilla Patráic) (1055—1072).
- Доннхад мак Домнайлл (ірл. Donnchad mac Domnaill) (1072—1090).
- Гілла Патрайг Руад (ірл. Gilla Patráic Ruad) (1090—1103).
- Кербалл (ірл. Cerball) (1103—1113).
- Домналл мак Доннхада мак Гілла Патрайк (ірл. Domnall mac Donnchada Mac Gilla Patráic) (? — 1113).
- Фінн О'Кеаллайде (ірл. Finn Ua Caellaide) (? — ?).
- Доннхад Балк мак Гілла Патрайк Руайд (ірл. Donnchad Balc mac Gilla Patráic Ruaid) (1119—1123).
- Доннхад Дуб (ірл. Donnchad Dub) (1121—1123).
- Мурхад мак Мурхада (ірл. Murchad Mac Murchada) (1123—1126).
- Конхобар мак Кербайлл (ірл. Conchobar mac Cerbaill) (1123—1126).
- Гілла Патрайк мак Домнайлл мак Гілла Патрайк (ірл. Gilla Patráic mac Domnaill Mac Gilla Patráic) (1126—1146).
- Кербалл мак Домнайлл мак Гілла Патрайк (ірл. Cerball mac Domnaill Mac Gilla Patraic) (1146—1163).
- Мурхад О'Кеаллайде (ірл. Murchad Ua Caellaide) (? — ?).
- Доннхад мак Гілла Патрайк мак Гілла Патрайк (ірл. Donnchad mac Gilla Patráic Mac Gilla Patráic) (1151—1162).
- Домналл мак Гілла Патрайк (ірл. Domnall Mac Gilla Patráic) (1162/63 — 1165).
- Домналл мак Гілла Патрайг (ірл. Domnall Mac Gilla Patráic) (1165—1176).
- Діармайт О'Каеллайде (ірл. Diarmait Ua Caellaide) (1170—1172).

## Клани королівства Осрайге
- Мак Гіолла Фадрайг (ірл. Mac Giolla Phádraig) — потім клан називався Фіцпатрік (ірл. Fitzpatrick), Гілпатрік (ірл. Gilpatrick), МакКіллпатрік (ірл. MacCillpatrick), МакШерха (ірл. MacSeartha) — клан королівської династії Дал Бірн — королів Осрайге.
- Ва Дувслайне (ірл. Ua Dubhsláine) — клан О’Делані (ірл. O'Delany) — жили в місцевості Койлл Вахтарах (ірл. Coill Uachtarach).
- Ва Гурахан (ірл. Ua Húrachán) — О’Горахан (ірл. O'Horahan) — гілка давнього клану Ві Файрхеллайн (ірл. Uí Fairchelláin) — жили в місцевості Офферлайн.
- Ва Бруайдеада (ірл. Ua Bruaideadha) — клан О’Броді (ірл. O'Brody), Брудер (ірл. Brooder), Бротер (ірл. Brother), Бродерік (ірл. Broderick) — жили в місцевості Рах Тавнайге (ірл. Ráth Tamhnaige).
- Ва Келайге (ірл. Ua Caellaighe) — клан О’Келлі (ірл. O'Kealy, O'Kelly) — жили в місцевості Дайрмаг Ва н-Дуах (ірл. Dairmag Ua nDuach) — Дарроу-ін-Оссорі (англ. Durrow-in-Ossory). Змінили свою назву на Ва Фелайн (ірл. Ua Faeláin) — О’Фелан, Велан. * Ва Фелайн (ірл. Ua Faeláin) — клан О’Фелан, Велан (ірл. O'Phelan, англ. Whelan) — жили в місцевості Маг Лаха (Клармалла) (ірл. Magh Lacha, Clarmallagh) (насправді клан Ва Келайге).
- Ва Бройхе (ірл. Ua Bróithe) — клан О’Брофі (ірл. O'Brophy) — жили в місцевості Маг Седна (ірл. Mag Sédna).
- Ва Кайвенай (ірл. Ua Caibhdheanaigh) — клан О’Ковені (ірл. O'Coveney, Keveny) — жили в місцевості Маг Айрв (ірл. Mag Airbh).
- Ва Глоярн (ірл. Ua Glóiairn) — клан О’Ґлогерні (ірл. O'Gloherny, Glory, O'Gloran, Cloran, Glorney) — жили в місцевості Калланн.
- Ва Доннхада (ірл. Ua Donnachadha) — клан Дамфі, О’Донохов, О’Дунай, Дона (ірл. Dunphy, O'Donochowe, O'Dunaghy, O'Donoghue, Donohoe, Donagh) — жили в місцевості Маг Майл.
- Ва Кервайлл (ірл. Ua Cearbhaill) — клан О'Керролл (O'Carroll, O'Carrowill, MacCarroll) — жили в місцевості Маг Кервайл (ірл. Mag Cearbhail).
- Ва Браонайн (ірл. Ua Braonáin) — клан О’Бреннан (ірл. O'Brennan) — жили в місцевості Ві Дуах. Династія ранніх королів Дал Бірн.
- Ва Каоллайде (ірл. Ua Caollaidhe) — клан О’Кілі (ірл. O'Kealy, O'Coely, Quealy) — жили в місцевості Ва Берхайн (ірл. Uí Bercháin) — Іберкон (англ. Ibercon).
- Мак Браойн (ірл. Mac Braoin) — клан МакБрін (ірл. MacBreen, Breen) — жили в місцевості На Кланна.
- Ва Бруадайр (ірл. Ua Bruadair) — клан О’Бродер, Бродерік (ірл. O'Broder, Broderick) — жили в місцевості Ві Нейрк (ірл. Uí Neirc) — Айверк (англ. Iverk).
- Ва н-Дегайд (ірл. Ua nDeaghaidh) — клан О'Ді (ірл. O'Dea) — жили в місцевості Ві Дегайд (ірл. Uí Dheaghaidh) — Айде (англ. Ida).